# Live at Last (Bette Midler)
Live at Last è il primo album dal vivo della cantante e attrice statunitense Bette Midler, pubblicato nel 1977.

## Tracce
Side A:
1. Backstage - 0:18
2. Friends/Oh My My - 2:28
3. Bang You're Dead - 3:15
4. Birds - 4:39
5. Comic Relief (monologue) - 2:38
6. In the Mood - 2:09
7. Hurry On Down - 2:07

Side B:
1. Shiver Me Timbers - 4:00
2. The Vicki Eydie Show:
  - Around the World - 0:23
  - Istanbul - 0:55
  - Fiesta In Rio - 1:52
  - South Seas Scene / Hawaiian War Chant - 5:13
  - Lullaby of Broadway - 2:00

Intermission:
1. You're Moving Out Today (studio recording) - 2:56

Side C:
1. Delta Dawn - 5:54
2. Long John Blues - 2:36
3. Sophie Tucker Jokes (monologue) - 2:38
4. The Story of Nanette:
  - Nanette - 0:54
  - Alabama Song - 1:34
  - Drinking Again - 4:25
  - Mr. Rockefeller - 4:00

Side D:
1. The Story of Nanette (cont.):
  - Ready to Begin Again/Do You Wanna Dance? - 3:23
2. Fried Eggs (monologue) - 2:37
3. Hello In There - 3:16
4. Finale:
  - Up the Ladder to the Roof - 2:45
  - Boogie Woogie Bugle Boy - 3:04
  - Friends - 2:21